# Coffret 18 CD : Renaud - Intégrale

Renaud - Intégrale est un coffret de Renaud sorti le 20 novembre 1995, composé d'un distributeur à bonbons en métal, conçu par Gérard Lo Monaco, d'un livret souvenir (64 pages) et de 18 CD

## Liste des CDs
1. Amoureux de Paname (1975)
2. Laisse béton (1977)
3. Ma gonzesse (1979)
4. Marche à l'ombre (1980)
5. Renaud à Bobino (1980)
6. Le P'tit Bal du samedi soir et autres chansons réalistes (1981)
7. Le Retour de Gérard Lambert (1981)
8. Un Olympia pour moi tout seul (2 CD) (1982)
9. Morgane de toi (1983)
10. Mistral gagnant (1985)
11. Putain de camion (1988)
12. Visage pâle rencontrer public (2 CD) (1989)
13. Marchand de cailloux (1991)
14. Renaud cante el' Nord (1993)
15. À la Belle de Mai (1994)
16. Le Retour de la Chetron Sauvage (Zénith 1986)
17. Les Introuvables (1980-95)
18. Renaud chante Brassens (1995)